# Dubonnet

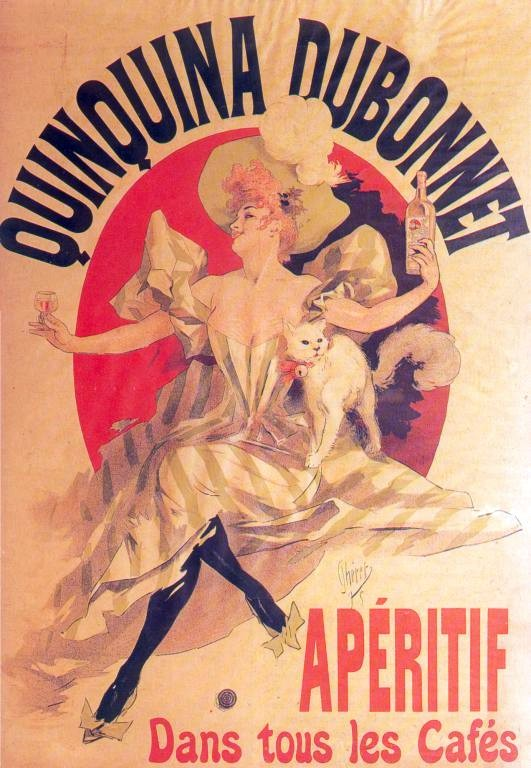
Fransk reklamaffisch av Jules Chéret (1895).

Dubonnet är en aperitif baserad på vin och kryddor där jäsningen stoppats genom tillsättning av alkohol.
Dubonnet tillverkades från 1846 av Joseph Dubonnet. Varumärket togs över 1976 av Pernod Ricard. Dubonnet har en mörkt rödbrun färg och en alkoholstyrka runt 14 %. Den blandas oftast med sodavatten eller tonic water och är även en ingrediens i många cocktail.